# Nat Neujean
Pour les articles homonymes, voir Neujean.
Abraham Nathan Neuman, dit Nathanaël ou Nat Neujean, né à Anvers le 5 janvier 1923 et mort à Bruxelles le 4 février 2018, est un sculpteur belge.

## Biographie
Durant les années 1939 à 1941, Nat Neujean est accepté comme élève libre à l'Académie royale des beaux-arts d'Anvers, sa ville natale. En 1941, à la suite de l'expulsion des étudiants belges d’origine juive des lieux d’enseignement, il s’installe définitivement à Bruxelles et prend, sur les conseils d'un ami résistant, le nom de Neujean.
Après avoir souffert de discrimination antisémite lors de la Seconde Guerre mondiale, il s'implique dans la défense de l'héritage juif en Belgique ; ainsi, en janvier 1963, il réalise un certain nombre de modèles en lien avec l'Holocauste pour le Palais des Beaux-Arts de Bruxelles.

## Œuvres

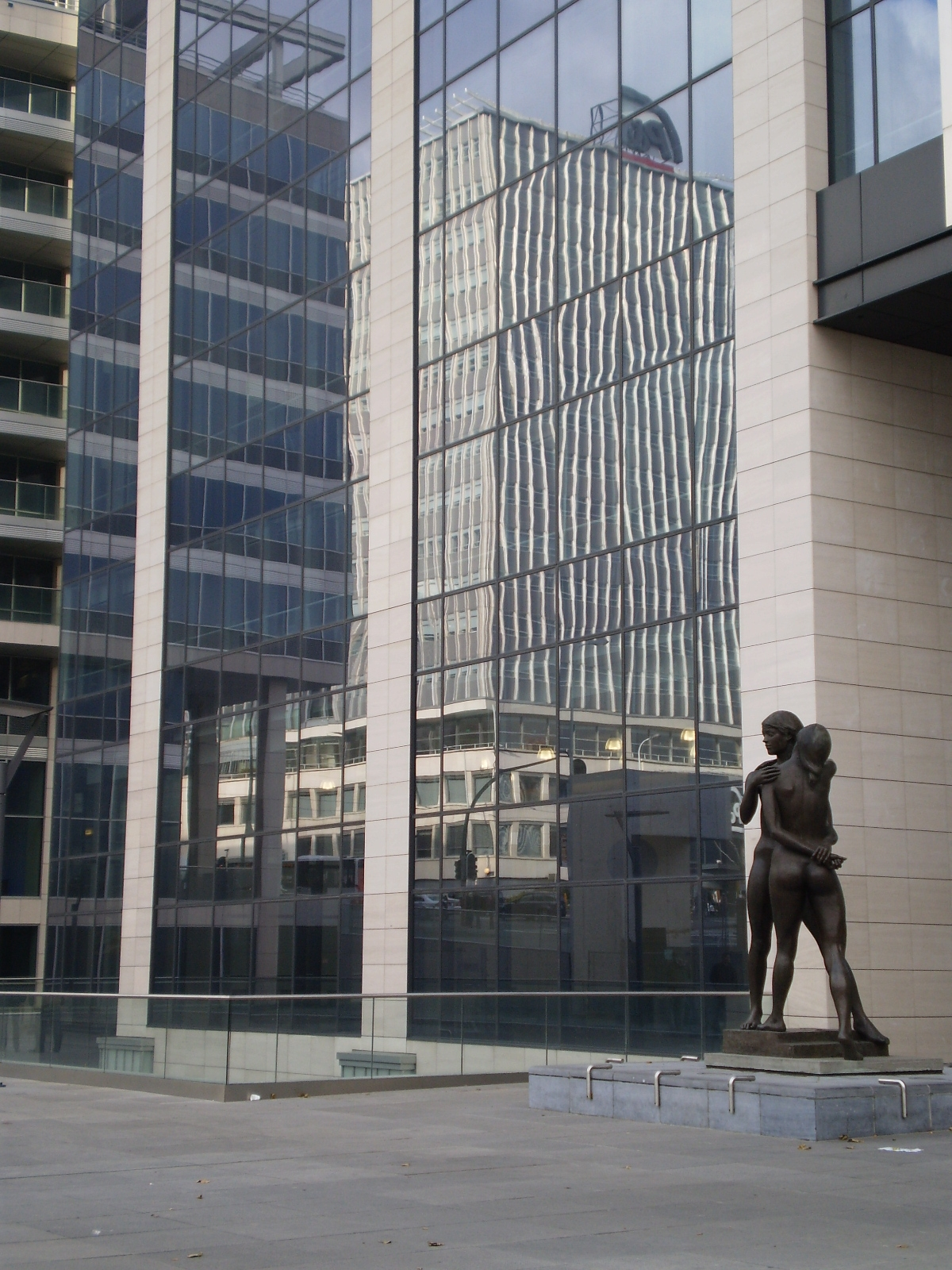
L'Âme Sentinelle

- Les Filles de l'Eau (1951) : Parc Louise-Marie de Namur[5]
- Tintin (1954 - buste) : Centre belge de la bande dessinée à Bruxelles[6]
- L'Anglaise (1957)
- Hergé (1958)[7]
- La Déportation (1961)
- La Chute (1965 - hauteur: 46 cm)
- La Douce (1966 - hauteur: 89 cm)
- La Belle Toscane (1967)[8]
- Jeune fille au soleil (1967)
- L'Amazone (1967 - hauteur: 87 cm)
- La Femme de Lot (1968) : Valley House Gallery and Sculpture Garden de Dallas[9],[10]
- L'Obstacle (1970)
- Tintin et Milou (1976) : Parc de Wolvendael à Uccle
- La Surprise (1977)
- L'Âme Sentinelle (1982-84 - Bronze - hauteur: 400 cm) : au pied de la tour des Finances à Bruxelles
- Robert Schuman (1987 - buste en bronze) : Parc du Cinquantenaire à Bruxelles.
- Henri Lavachery (buste en bronze).

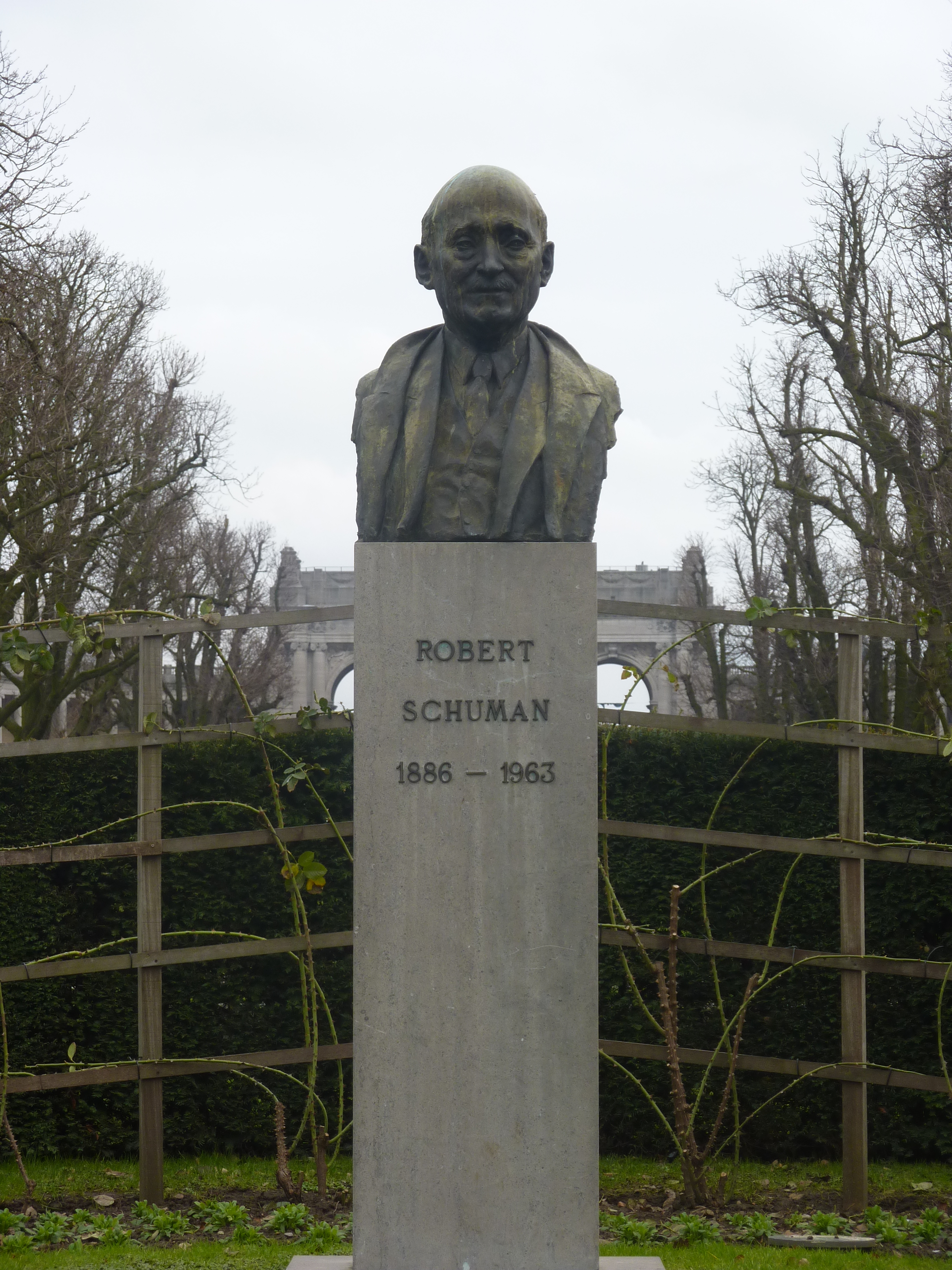
Portrait de Robert Schuman.

- Hervé Hasquin (2017 - buste en bronze) : Académie royale de Belgique à Bruxelles.

## Distinctions
- Grand officier de l'ordre de Léopold
- Grand officier de l'ordre de la Couronne